# Уилсон, Памела
Паме́ла (Пэм) Уи́лсон (англ. Pamela "Pam" Wilson; род. 24 июля 1955, Лонг-Бич, Калифорния) — американская кёрлингистка на колясках.
В составе сборной США по кёрлингу на колясках участник зимних Паралимпийских игр 2022 года (была там самым «возрастным» спортсменом, на момент начала зимних Паралимпийских игр 2022 ей было 66 лет), а также нескольких чемпионатов мира. В составе сборной США по кёрлингу на колясках участник чемпионата мира среди смешанных пар на колясках (серебряные призёры в 2023). Чемпион США по кёрлингу на колясках среди смешанных пар.
В команде из четырёх человек играет в основном на позиции первого.

## Достижения
- Чемпионат мира по кёрлингу на колясках среди смешанных пар: серебро (2023).
- Чемпионат США по кёрлингу на колясках среди смешанных пар: золото (2022, 2023).

## Команды
| Сезон                                 | Четвёртый   | Третий      | Второй         | Первый           | Запасной                                       | Турниры                             |
| ------------------------------------- | ----------- | ----------- | -------------- | ---------------- | ---------------------------------------------- | ----------------------------------- |
| 2018—19                               | Стивен Эмт  | Мэтт Тумс   | Дэвид Самса    | Меган Лино       | Пэм Уилсон тренеры: Расти Шибер, Энн Суиссхелм | ЧМК 2019 (11 место)                 |
| 2019—20                               | Ken White   | Пэм Уилсон  | Оюна Уранчимэг | Bobby Faircloth  | тренер: Расселл Шибер                          |                                     |
| 2019—20                               | Стивен Эмт  | Мэтт Тумс   | Дэвид Самса    | Меган Лино       | Пэм Уилсон тренер: Расти Шибер                 | ЧМК-Б 2019 (11 место)               |
| 2020—21                               | Стивен Эмт  | Мэтт Тумс   | Дэвид Самса    | Меган Лино       | Пэм Уилсон тренер: Расселл Шибер               |                                     |
| 2020—21                               | Мэттью Тумс | Стивен Эмт  | Дэвид Самса    | Памела Уилсон    | Батоюн Уранчимэг тренер: Расселл Шибер         | ЧМК-Б 2021 · ЧМК 2021 (4 место)     |
| 2021—22                               | Мэттью Тумс | Стив Эмт    | Дэйв Самса     | Батоюн Уранчимэг | Памела Уилсон тренер: Расселл Шибер            | ЗПИ 2022 (5 место)                  |
| Кёрлинг для смешанных пар на колясках |             |             |                |                  |                                                |                                     |
| 2021—22                               | Пэм Уилсон  | Дэвид Самса |                |                  | тренер (ЧМКСП): Пит Эннис                      | ЧСШАСПК 2022 · ЧМКСП 2022 (5 место) |
| 2022—23                               | Пэм Уилсон  | Дэвид Самса |                |                  | тренер (ЧМКСП): Джессика Шульц                 | ЧСШАСПК 2023 · ЧМКСП 2023           |
| 2023—24                               | Пэм Уилсон  | Дэвид Самса |                |                  |                                                | ЧСШАСПК 2024 (4 место)              |
| 2024—25                               | Пэм Уилсон  | Dan Rose    |                |                  |                                                | ЧСШАСПК 2025                        |

(скипы выделены полужирным шрифтом)